# Réserve naturelle nationale de l'île du Grand Connétable
La réserve naturelle nationale de l'île du Grand Connétable (RNN109) est une réserve naturelle nationale située à 18 km au large de l'embouchure de l'Approuague, en Guyane. Première réserve naturelle créée en Guyane, elle a été classée en 1992 et comprend les îles du Grand et du Petit Connétable ainsi qu'un périmètre de protection maritime pour un total de 7 852 ha. Elle protège un important site de nidification pour au moins 6 espèces d'oiseaux de mer.

## Localisation
À 18 km des côtes de la Guyane, au large de l’embouchure de l’Approuague (4° 49’ 30” N, 51° 56’ W), cet îlot rocheux inhabité est de faible superficie (environ 3 ha). Son profil particulièrement escarpé et marqué d'un piton central proéminent signale grossièrement la limite des eaux terrigènes littorales issues des fleuves amazoniens et guyanais d’une part, avec les eaux vertes océaniques du plateau continental d’autre part. Les courants y sont intenses, dirigés vers le Sud-Ouest, et la houle rend souvent périlleux les accostages.
Le territoire de la réserve naturelle comprend deux îlots rocheux, l'île du Grand Connétable et l'îlot du Petit Connétable ainsi et la partie maritime comprise à l'intérieur d'un cercle de 2,7 milles marins de rayon (5 km) centré sur le point le plus haut de l'île du Grand Connétable. Il se trouve sur le territoire de la commune de Régina.

## Toponymie
Connétable est une déformation du mot hollandais Constapel (canonnier). Les capitaines des navires hollandais, en passant près du Grand-Connétable, s'amusaient à tirer quelques coups de canon afin de voir la quantité immense d'oiseaux qui s'envolaient, d'où le nom de Constapel.

## Histoire du site et de la réserve
Connue depuis le XVIIe siècle, l'île du Grand Connétable a servi de carrière de phosphate en raison du guano qui la recouvrait.
En 1749, Pierre Barrère écrivait déjà de l’île du Grand-Connétable qu’elle « pourrait être appelée l’île aux oiseaux », c’est dire si ces colonies d’oiseaux marins sont impressionnantes. 
Le 3 juillet 1972, le CNPN approuvait la création des réserves naturelles en Guyane. L’intérêt du site de l’île du Grand-Connétable était remarqué en 1975 par Michel Condamin (ORSTOM) dans son ouvrage sur l’étude écologique du littoral guyanais. Dès lors le processus de création de la première réserve naturelle de Guyane était lancé. Les premiers inventaires ornithologiques démarrent en 1976. Enfin le décret de classement de la réserve naturelle parait en 1992, sa gestion étant assurée par la SEPANGUY (Société d’étude et de protection de la nature en Guyane). En 1997. l'association ARATAÏ, qui gère également les réserves naturelles de Kaw-Roura et des Nouragues, reprend la gestion de la réserve naturelle. Le premier plan de gestion est approuvé en 2008 et la gestion est confiée au Groupe d'étude et de protection des oiseaux en Guyane (GEPOG) et à l'ONCFS. En 2016, l'ONCFS quitte la co-gestion.
En 2020, la réserve est labellisée Listes vertes. Lancée en 2014, la Liste Verte des aires protégées de l’UICN (Union Internationale pour la Conservation de la Nature) est un label international qui vise à reconnaître, à travers le monde, les aires protégées gérées équitablement et efficacement avec des impacts positifs sur la nature et les sociétés. 

## Écologie (biodiversité, intérêt écopaysager…)

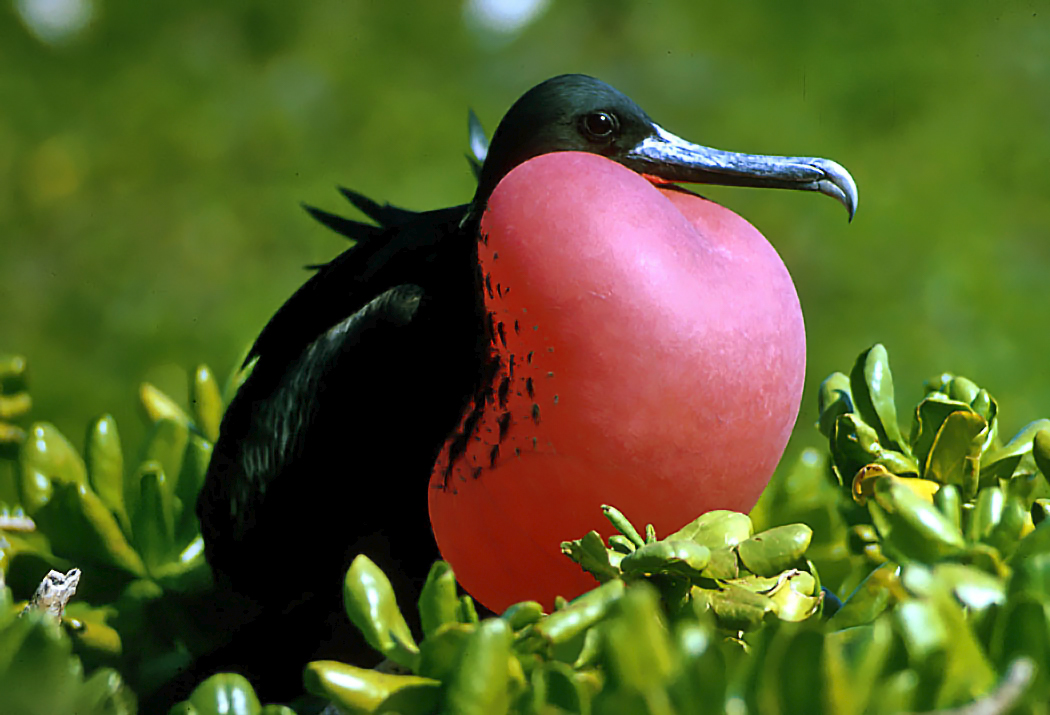
Frégate superbe (Fregata magnificiens)

Depuis sa création et même bien avant, la réserve a toujours suscité l'intérêt des ornithologues. La protection des colonies nicheuses fut le premier argument en faveur de la création de la réserve. Les oiseaux marins ont donc été le groupe le plus étudié. Ils sont très sensibles au dérangement, qu'il soit d'origine humaine ou qu'il provienne des populations compétitrices présentes sur l'île (Rats, Iguanes verts et Mouette atricille).
L'île du Grand Connétable représente le seul site de reproduction de ces espèces entre l’Orénoque et l’Amazone soit sur plus de 3 000 km de côtes de la façade atlantique du Nord de l’Amérique du Sud. La conservation des oiseaux marins nicheurs revêt un enjeu majeur en matière de patrimoine écologique et en fait un site d’un intérêt écologique international considérable. Birdlife International y a défini la ZICO GF005.

## Faune

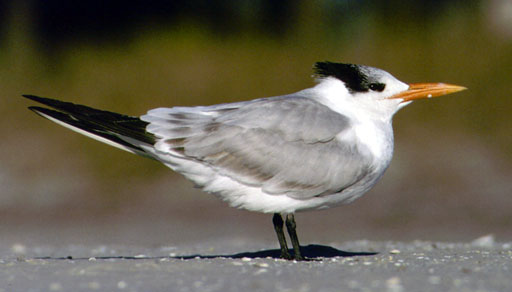
Sterne royale (Thalasseus maximus)

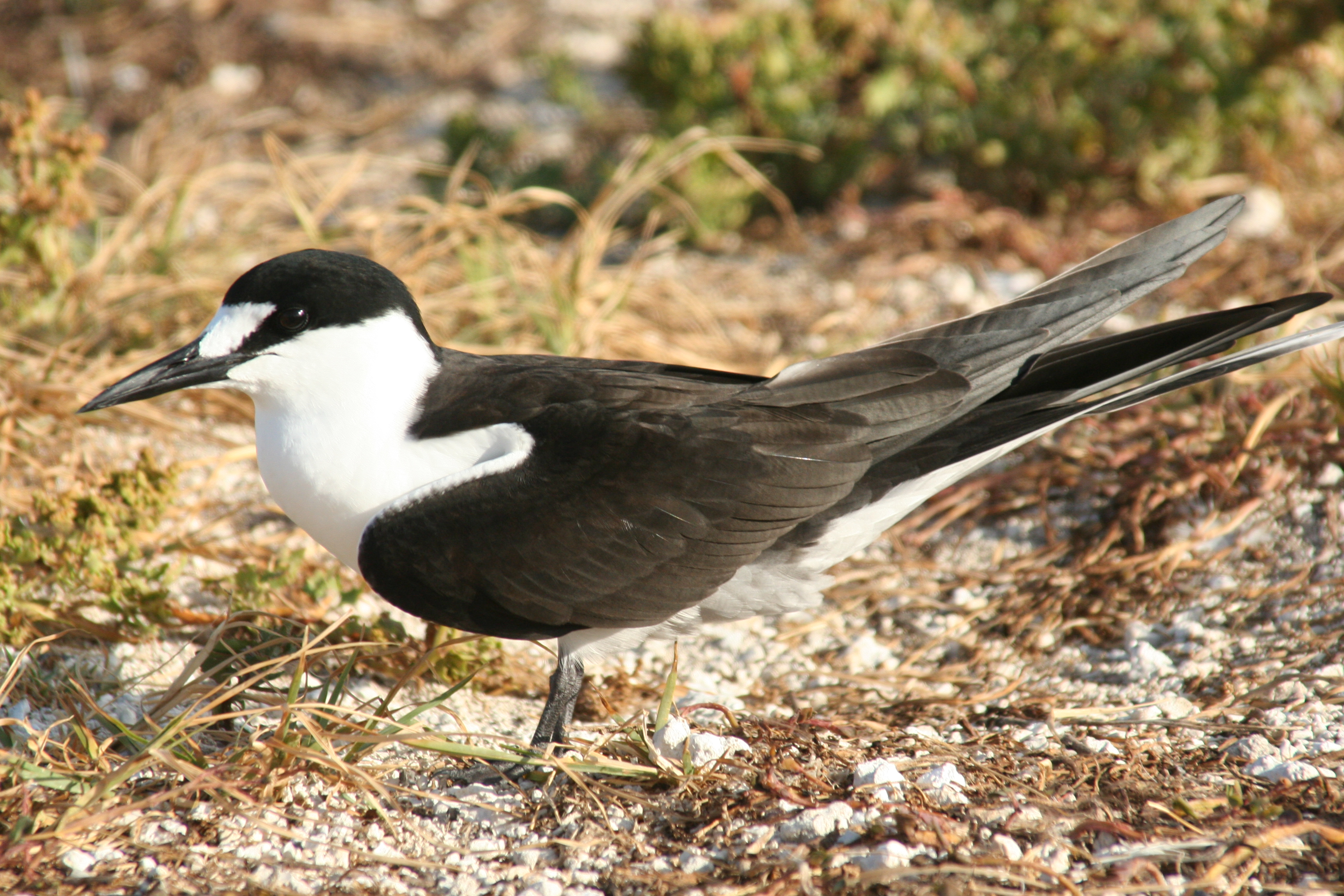
Sterne fuligineuse (Onychoprion fuscatus)

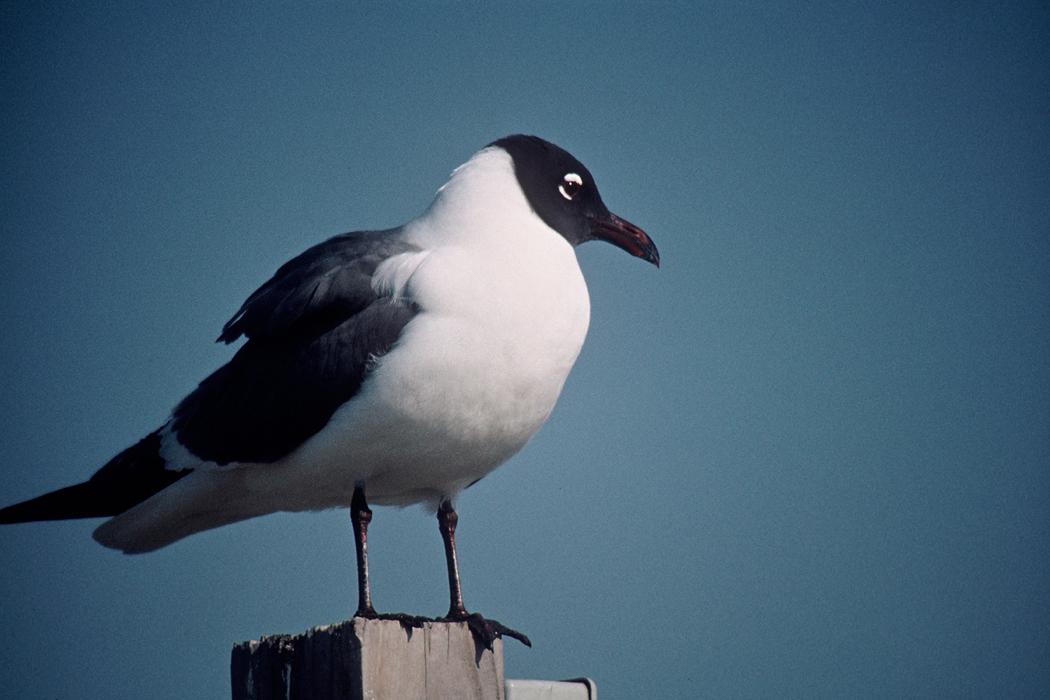
Mouette atricille (Leucophaeus atricilla)

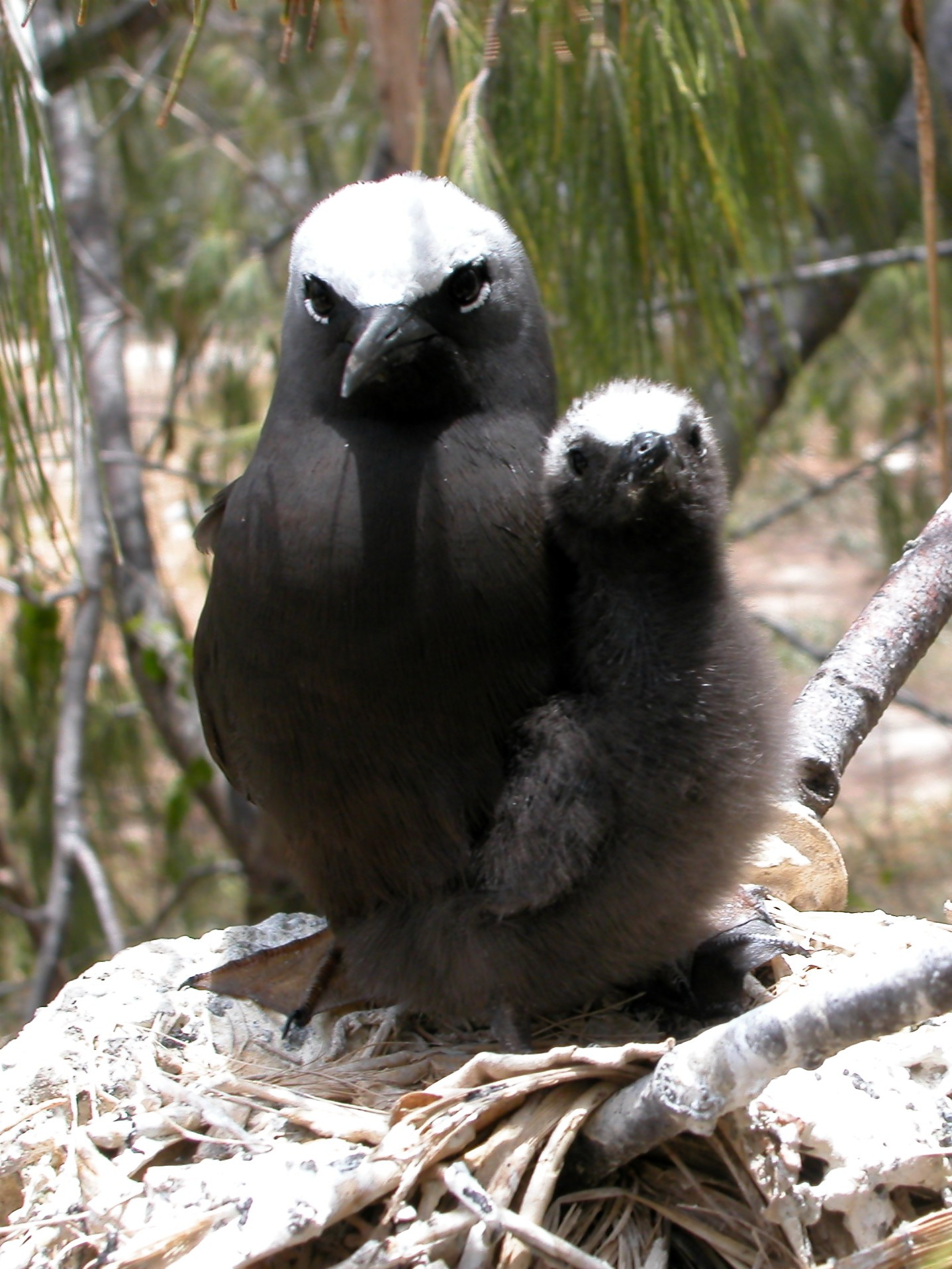
Noddi brun (Anous stolidus)

### Oiseaux
Ils correspondent à l'intérêt majeur du site. Depuis le classement en 1992, de nombreuses études ornithologiques ont enrichi l’état des connaissances quant à la phénologie et à l’écologie des oiseaux marins nicheurs de l’île. Au total, 57 espèces d’oiseaux ont été observées dans les limites de l’aire protégée.
À ce jour, 17 espèces d'oiseaux de mer ont été recensées parmi lesquelles six espèces sont nicheuses : la Frégate superbe, la Sterne de Cayenne, la Sterne royale, la Sterne fuligineuse, le Noddi brun et la Mouette atricille. La colonie de Frégates superbes est présente en permanence. L'île accueille entre avril et septembre des milliers de sternes et de mouettes. Les oiseaux marins se reproduisant sur l'île fréquentent une large zone géographique allant des eaux de Guyane jusqu'aux Caraïbes vers le Nord et jusqu'en Argentine vers le Sud.
Outre les six espèces nicheuses présentes tous les ans, neuf autres espèces sont observées plus occasionnellement (fous bruns, puffin ou labbes).
| Espèce             | Effectif reproducteur moyen (en couples)            |
| ------------------ | --------------------------------------------------- |
| Frégate superbe    | 500                                                 |
| Sterne de Cayenne  | 8 000, soit un tiers de la population mondiale      |
| Sterne royale      | 1 500, soit la moitié de la population des Caraïbes |
| Mouette atricille  | 2 500                                               |
| Noddi brun         | 300                                                 |
| Sterne fuligineuse | 100                                                 |

### Autres espèces

#### Mammifères
Deux espèces de mammifères peuplent l’île du Grand Connétable. On pense que la Souris domestique fut introduite par la compagnie américaine lors de l’exploitation du phosphate à la fin du XIXe siècle. Un chiroptère a également été observé en vol sur le Grand Connétable, il s'agit d'Artibeus concolor.
Dans la zone marine, le Dauphin Sotalie est présent et régulièrement observé en grand nombre (jusqu’à des bandes de 30-40 individus). Les observations fréquentes du Grand dauphin Tursiops truncatus au niveau de la zone des Battures du Connétable laissent penser que cette espèce fréquente également les eaux de la réserve.

#### Reptiles
Une espèce de reptile est présente sur l’île du Grand Connétable : l’Iguane vert, Iguana iguana. Des individus ont été observés depuis 1996 et sont probablement arrivés sur l’île sur des radeaux de bois morts. Ils perturbent particulièrement la nidification des Sternes. Un autre reptile est présent dans la réserve naturelle, la Tortue verte, Chelonia mydas, qui vient « brouter » les algues sur les rochers des îlets. Une reproduction a été observée en 2004 et en 2011 au niveau du Petit Connétable. Aucune espèce d’amphibien n’a été observée dans la réserve.

## Espace marin
La réserve protège également un important périmètre marin autour des deux îlots, qui en tant que biotope rare en Guyane, ont une grande importance pour certaines espèces comme les tortue vertes (Chelonia mydas) qui viennent se reproduire et brouter les algues sur les rochers de la zone intertidale. L'île du Grand Connétable étant actuellement la seule aire marine protégée de la côte des Guyanes, l'équipe de la réserve travaille sur un programme de sauvegarde du mérou géant en Guyane.

### Mérou géant
Espèce commune à l’origine, son déclin a commencé dans les années 1950-60 comme conséquence d’une pêche intensive ciblée. Il est aujourd’hui rarement vu en Floride, dans le golfe du Mexique ou aux Antilles. Cette disparition est vraisemblablement due à la chasse sous-marine, pratique très répandue dans ces zones. Connus pour se rassembler au moment de la reproduction, aucun phénomène de ce type n’a été observé en Floride depuis les 30 dernières années. Ce constat a induit l’UICN à rapidement classer le mérou en grave danger d’extinction, devenant ainsi une des premières espèces de poisson à entrer dans la liste rouge. En 1994, une étude conduite au Brésil a montré que l’espèce était devenue rare à cause de la pêche illégale au fusil de chasse et en bouteille. Cependant, un nombre important de mérous a été parallèlement observé dans le parc marin de Fernando de Noronha, illustrant ainsi l’utilité des réserves marines dans la conservation des espèces menacées.

## Évaluation de la valeur patrimoniale des espèces
Le relatif petit nombre d’espèces protégées fréquentant la réserve est compensé par l’importance considérable tenue par l'île du Grand Connétable dans la conservation des oiseaux marins à l’échelle régionale et internationale. En effet, chaque année, l’île accueille une fraction importante des effectifs mondiaux de certaines espèces comme les Sternes de Cayenne. Le faciès rocheux de l’île est en effet un biotope rare sur le plateau des Guyanes. De plus, les fonds marins de la réserve, pratiquement inconnus jusqu’alors, abritent des espèces notoires comme le mérou géant, espèce gravement menacée d’extinction.
Les habitats de l'île sont assez originaux du fait du substrat rocheux dominant et des conditions propres aux littoraux à falaises exposées. Les roches et pentes en bord de mer sont d'ailleurs des habitats patrimoniaux sur lesquels on retrouve des peuplements typiques des côtes rocheuses. Cependant, les fortes modifications du milieu et les aménagements réalisés lors de l'exploitation du phosphate ont perturbé ces habitats naturels. On y rencontre de ce fait des formations végétales relativement communes. La flore de la réserve est peu diversifiée. Une seule espèce bénéficie d’un statut de protection. Il s’agit du cactus cierge (Cereus hexagonus), présent en trois stations sur l’île. 
En dehors des roches et des pentes en bords de mer, les habitats de l’île ne sont pas patrimoniaux. Cependant ceci est compensé par le fait que toutes les espèces d’oiseaux marins nicheurs du Connétable sont protégées au titre de l’arrêté ministériel du 15 mai 1986, et que l’île, seul espace terrestre fréquenté par les oiseaux, bénéficie du statut de réserve naturelle.

## Intérêt touristique et pédagogique
Pour éviter le dérangement des colonies d'oiseaux, l'accès au site est interdit. Un site web permet une visite virtuelle de la réserve.

## Administration, plan de gestion, règlement
De 2008 à 2016, la réserve naturelle est gérée par le Groupe d'étude et de protection des oiseaux en Guyane (GEPOG) et l'Office national de la chasse et de la faune sauvage (ONCFS). Depuis 2016, le GEPOG est gestionnaire unique. L'équipe de la réserve travaille activement à la préservation de cet espace.

### Dérangements
La réglementation générale de la réserve porte sur la protection et la conservation de la faune, de la flore et de leur environnement. Il est donc interdit de porter atteinte aux organismes de la réserve, un accent particulier étant mis sur le dérangement. En effet, la réserve fait l’objet d’une réglementation très stricte à ce sujet, que ce soit en partie marine ou terrestre. Sur la partie terrestre, le débarquement et la circulation sont interdits, sauf pour les personnes autorisées ou en cas de force majeure. 

### Activités
La chasse, l’exploitation minière et toute autre activité industrielle sont interdites. En partie marine, le mouillage est interdit sauf pour les personnes autorisées ou en cas de force majeure. La pêche est interdite sur la réserve.
Le survol inférieur à 300 m d’altitude est interdit et toute activité touristique est soumise à autorisation. Le débarquement de personnel est rendu plus souple depuis l’arrêté préfectoral d’avril 2001 autorisant l’accès à la réserve sous le contrôle du conservateur. Le débarquement est autorisé pour le conservateur et les gardes de la réserve, ainsi que pour les agents de l’État dans le cadre de leurs missions.
En 2012, le site a été ouvert pour la première fois au public lors de la visite du site par une classe de mer composée de lycéens et professeurs de Guyane. 

### Outils et statut juridique
La réserve naturelle a été créée par un décret du 8 décembre 1992.